# ويليام لاسيل
ويليام لاسيل (تولد 18 يونيو 1799 - توفي 5 أكتوبر 1880) وكان تاجر وعالم فلك إنكليزي
ولد في بولتون ودرس في روتشالد بعد أن توفي والده، وقد عمل في التجارة من سنة 1814 إلى سنة 1821 في ليفربول. وقد استطاع بناء ثروة مكنته من التفرغ لاهتمامه بعلم الفلك. وقد بنى تلسكوب عاكس بقطر 24 إنش في ستارفيلد بالقرب من ليفربول. والذي كان له دور رائد في تتبع جسم يدور من الأرض. وقد قام بصقل مرآة التلسكوب باستخدام أدوات صممه بنفسه.وقد نقل المرصد لاحقاً من ليفربول إلى برادستون
اكتشف لاسيل سنة القمر تريتون أكبر أقمار نبتون بعد 17 يوم من اكتشاف نبتون من قبل الفلكي الألماني يوهان جدفريد جال. كما ساهم في اكتشاف قمر المشتري هايبريون سنة 1848. وفي سنة 1851 اكتشف أرييل وأومبريل أقمار أورانوس